# País de los Maynas
El País de los Maynas fue un territorio que se expandió por la amazonía del actual Perú y Ecuador. Estuvo relacionado con las misiones de los jesuitas en la Provincia de Quito que empezaron en el año de 1637.

## Historia

### Contexto histórico
Estas misiones fueron importantes dentro de la historia de Ecuador y sirven para entender el conflicto limítrofe que existió con Perú desde las independencias de esos países hasta la firma de la paz en 1998. Fue por estas misiones, cuyo antecedente fue el descubrimiento del Amazonas por Francisco de Orellana partiendo desde Quito, que se estableció la conexión de esta región con la Amazonía y terminaría con la construcción del primer mapa del Río Amazonas por parte del padre Samuel Fritz a inicios del siglo XVIII. A lo largo de más de un siglo se enviaría a muchos misioneros nacidos en la Real Audiencia y en Europa con el fin de evangelizar y reducir el territorio de pueblos indígenas nómadas, con objetivos similares a los que se dieron en las misiones jesuíticas de los Guaraníes, de la Pampa en Argentina, en Bolivia o en la Baja California. 

### Las misiones
Fueron creadas en el año 1637 con el fin de seguir con el proceso de evangelización que había tenido éxito en los Andes. La misión fue posteriormente llamada Gobernación de Maynas, o también País de los Maynas que estaba constituida como una entidad política y eclesiástica. Actualmente se encontraría entre los países de Ecuador, Colombia, Perú y Brasil. Geográficamente se encuentra entre los ríos de Huallaga y Marañón. Durante toda la vida de la misión se estima aproximadamente que los jesuitas, contactaron con quinientos mil indígenas. 
Las misiones salían desde Quito hacia el oriente, pasando por pueblos como Baeza. Por esta razón en la actualidad es común referirse a la región Amazónica como el Oriente de Ecuador. Uno de los libros que mejor narra el esfuerzo misionero que se hizo en todas las órdenes religiosas fue el escrito por Julio Tobar Donoso titulado "La iglesia, modeladora de la nacionalidad". Ahí se resume en números la importancia que tuvo la misión ya que involucró a un total de 161 sacerdotes de distintas nacionalidades: 43 fueron españoles, 63 de los virreinatos de Perú y Nueva España, 32 alemanes, 20 italianos, 2 portugueses y 1 francés. En el periodo de mayor actividad se desarrollaron 70 misiones a lo largo de todo este territorio.
La labor de los sacerdotes siguió las recomendaciones del "Itinerario para Párrocos de Indios" escrito por Alonso de la Peña y Montenegro, obispo de la Real Audiencia. En este libro se puede ver en detalle la concepción filosófica que se había desarrollado en las universidades de España y como se esperaba aplicarlo en las misiones de sus reinos de ultramar. Es un manual dividido en cinco libros con mucho detalle y permite conocer de primera mano la manera de pensar de esa época.
Además la Historia de la Compañía de Jesús escrita por Pedro de Mercado menciona la organización interna de los jesuitas para desplegar las misiones y el renombre de los misioneros que eran el orgullo de la orden. Destacó el rol del Colegio de Cuenca como punto de partida alternativo a Quito hacia esta región.
Estas misiones fueron un tema importante durante este siglo por lo que en las biografías de Mariana de Jesús se cuenta su anhelo por ir a evangelizar a la Amazonía y unirse a otros sacerdotes que veía partir desde Quito. El no poder ir al final fue un motivo para desarrollar su piedad y ministerio dentro de la ciudad de Quito.
Esta misión concentró una ingente cantidad de recursos que superó con creces las otras dirigidas a Baeza, Canelos y Putumayo, también territorios en la Amazonía de la Real Audiencia de Quito.
Las misiones fueron ampliadas bajo Samuel Fritz, ya que viajaron todo el camino hasta Belém y dibujaron el primer mapa de la Amazonía, hasta lo que hoy es Manaos. Esto provocó problemas con los comerciantes de esclavos portugueses, que viajaron desde Belem aguas arriba. Se empezaron a enfrentar con los bandeirantes, exploradores portugueses, que tomaban como prisioneros a los indígenas y después los vendían como esclavos. Nunca fue tan estable o próspera como las misiones en Paraguay, y terminó siendo detenido por los portugueses.
Tras la expulsión de los jesuitas, Maynas quedó bajo el control de los franciscanos de Oacampa-Perú. En esa época funcionaban 33 misiones simultáneamente, pero que terminaron siendo suspendidas. A partir de las misiones realizadas durante este siglo destacan dos publicaciones importantes: el mapa del Río Amazonas por Samuel Fritz quien lo terminaría publicando durante la primera década de este siglo después de sus abundantes viajes a la zona, partiendo de Quito y el pueblo de Baeza. Además, el trabajo pastoral del suizo Juan Magnin fue de vital importancia, y su interés científico que despertó la naturaleza y culturas distintas que encontró en esta región afectaron su obra. Magnin, quien es conocido más bien por su tratadó de física donde incluye al sistema filosófico de Descartes, debe ser tomado en cuenta como un misionero antes que un escolástico que veía el mundo desde sus cátedras en la universidad. El rol de las misiones en su obra se convierten en exploraciones científicas y su amistad con La Condamine durante la Misión Geodésica Francesa fue determinante en el desarrollo y publicación de su obra.
Al final las misiones no tuvieron los resultados esperados, comparando con el éxito que fueron las misiones en Paraguay, por ejemplo. Sin embargo, fue a través de estas misiones y por la cantidad de recursos que se destinaron a ellas que Ecuador históricamente tuvo pretensiones territoriales en el Oriente ecuatoriano que causarían los conflictos limítrofes con Perú durante los siglos XIX y XX, ya que la frontera y la propiedad de Maynas en el tiempo post-colonial no estaba clara. Provocó varias guerras entre los dos países, Ecuador y Perú que terminó con la firma de la paz en 1998.
Además, la evangelización vista de forma retroactiva ha sido causa de polémica ya que sus métodos muchas veces son descritos bajo la frase "cacerías espirituales". Sin embargo, las misiones también son defendidas ya que distinguen entre la conquista política a manos del rey que buscó la apropiación de la tierra y la evangelización religiosa impulsada por el papa que fue positiva tras hacer un balance, según los defensores de la labor de la Compañía de Jesús y las demás órdenes religiosas.